# Assorus
Assorus (grec antic: Ἄσσωρος) va ser una ciutat de Sicília a mig camí entre Agyrium i Enna. Era una ciutat dels sículs i sembla que mai no va rebre una colònia grega. La ciutat estava situada dalt d'un turó, per on fluïa el riu Chrysas. La divinitat tutelar del riu era adorada amb una reverència especial pels habitants d'Assorus i de les ciutats del voltant. És l'actual Asaro.
Diodor de Sicília diu que l'any 396 aC va ser l'única ciutat dels sículs que es va mantenir lleial a Dionís de Siracusa durant l'expedició del cartaginès Himilcó, i per això el tirà siracusà, després de guanyar la guerra, va signar amb Assorus un tractat d'aliança i va reconèixer la seva independència.
Era una ciutat d'una certa importància, però no es menciona fin al temps de Ciceró, ja que sota el domini romà va ser un municipi que produïa molt de blat. Va patir molt, com altres ciutats veïnes, les exaccions de Verres. El temple de la ciutat dedicat al déu del riu i situat vora la via que duia a Enna, era considerat tan sagrat que Verres no va gosar de saquejar-lo, però sí que els seus esbirros van fer un intent durant la nit per robar els tresors que contenia, i no se'n van sortir. Per Plini el Vell i Claudi Ptolemeu se sap que va continuar existint com a municipi durant l'Imperi.